# Aston Martin DB2

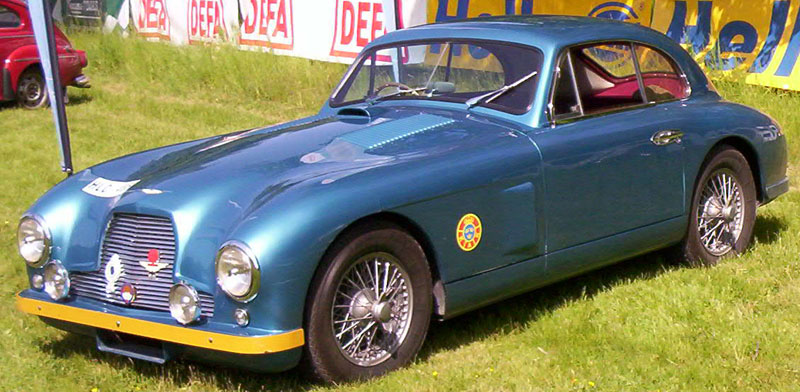
Aston Martin DB2 Coupé (1951).

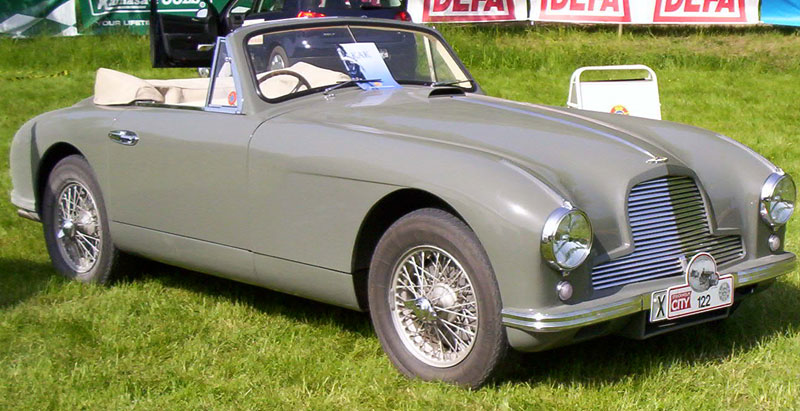
Aston Martin DB2 Drophead Coupé (1951).

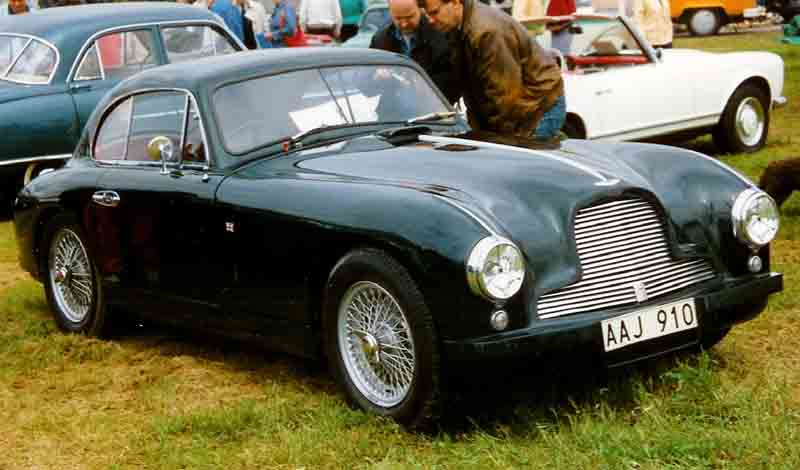
Aston Martin DB2 Coupé (1952).

El Aston Martin DB2 es un automóvil deportivo producido por la marca británica Aston Martin desde mayo de 1950 hasta abril de 1953. El DB2 era una evolución relativamente grande comparado con el anterior modelo que sustituyó, el 2-Litre Sports (DB1), con un motor de seis cilindros en línea con doble árbol de levas en cabeza (DOHC), en vez del motor de cuatro cilindros en línea OHV usado anteriormente. El motor del DB2 era mayor, con 2,6 L, y fue diseñado como coupé cerrado (conocido por Aston Martin como Saloon, "sedán"). Posteriormente, fue introducida una versión descapotable, consiguiendo ¼ de las ventas totales del modelo. El DB2 fue muy exitoso en las carreras, lo que le proporcionó futuros éxitos a la empresa de David Brown.

## Desarrollo
El prototipo del DB2 apareció como uno de los tres Aston Martin que participaron en las 24 Horas de Le Mans en 1949. El automóvil fue basado en el chasis Superleggera de Claude Hill, creado para el DB1, con un diseño de carrocería coupé cerrada realizado por Frank Feeley.
El motor de seis cilindros en línea provenía de la empresa Lagonda, que el propietario de Aston Martin, David Brown, compró por esta razón. El motor fue diseñado originalmente por Walter Owen Bentley, fundador homónimo de la empresa de automóviles Bentley, y por el ingeniero William Watson, diseñador de parte del motor V12 Lagonda de antes de la 2.ª Guerra Mundial y diseñador del motor V12 tras la 2.ª Guerra Mundial.
El DB2 de producción fue presentado en el Salón del Automóvil de Nueva York en abril de 1950. A pesar de que la demanda era alta, los modelos segundo, tercero y cuarto del DB2 fueron producidos para competir en Le Mans en 1950. Dos quedaron en primera y segunda posición aquel año en la categoría, y los tres siguieron corriendo hasta 1951. Su éxito trajo fama a la renaciente empresa de David Brown, y convenció a la compañía para iniciar una serie de modelos construidos especialmente para carreras, comenzando por el DB3.

## Diseño y producción

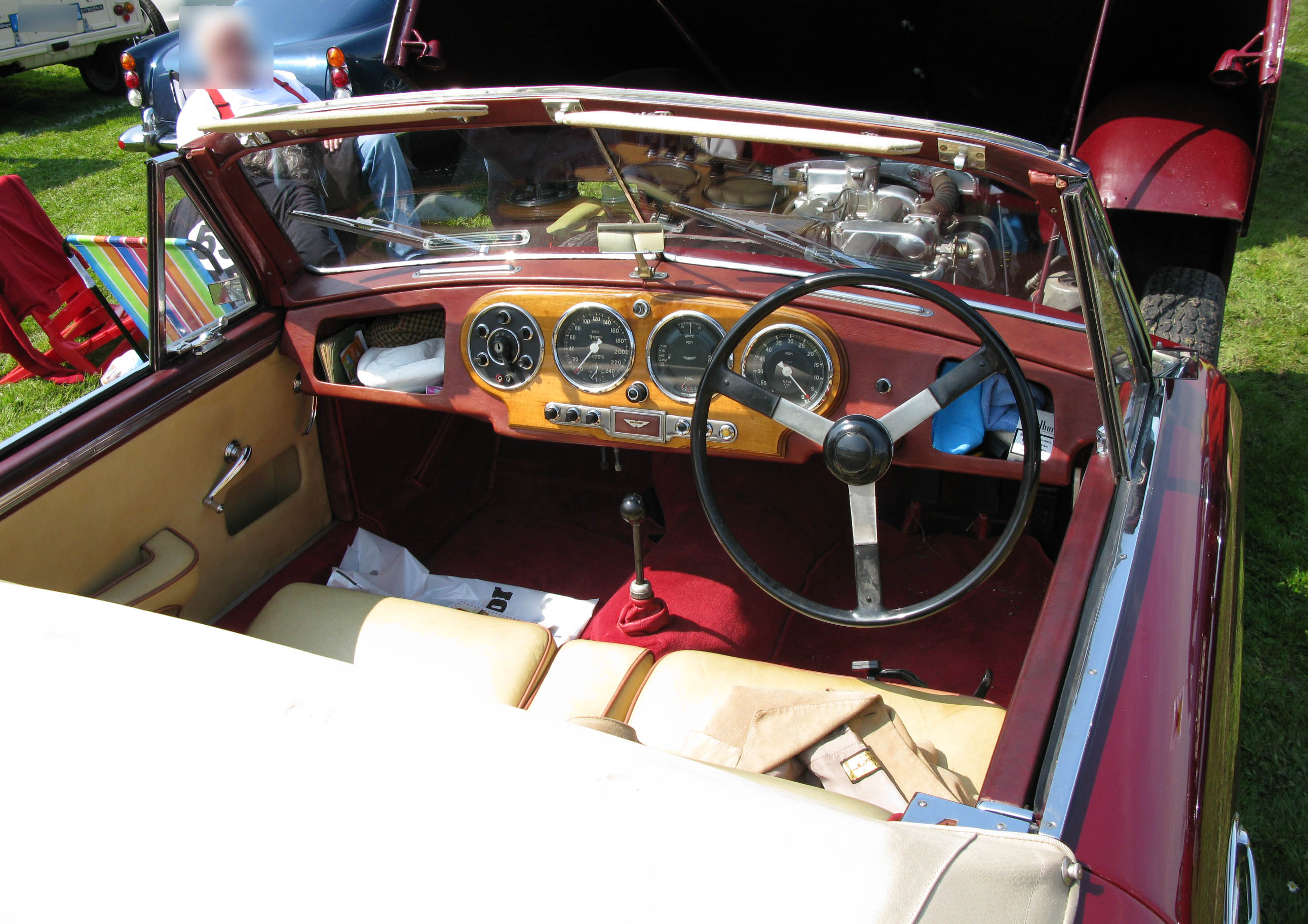
1951 automóviles Aston Martin, Aston Martin DB2, tableros de instrumentos de automóviles Aston Martin, interiores de automóviles Aston Martin, Tjolöholm Classic Motor 2012

El DB2 era un cupé de techo fijo con un pequeño maletero (con bisagras por encima de la puerta), usado para guardar la rueda de repuesto. El espacio para el equipaje estaba detrás de los asientos delanteros, con acceso desde el interior del automóvil al igual que el posterior Corvette. Un gran capó de una sola pieza fue abisagrado en la parte delantera.
Los primeros 49 automóviles fabricados tenían una parrilla cuadrada de tres partes en el frontal, con respiraderos laterales rectangulares. Esto fue pronto modernizado con la parrilla de Aston Martin más familiar y redondeada, con formas horizontales. Los tres modelos de carreras fueron mejorados para mostrar el nuevo rostro de la empresa. Entre estos 49 automóviles, había dos modelos Vantage. El primer Vantage fue el LML 50/21, que fue entregado en 1950 al famoso piloto estadounidense Briggs Cunningham.
Posteriormente, en 1950 fue presentada una versión Coupé Cabriolet (DB2 Drophead Coupé). Al menos fueron construidas 102 unidades de esta versión. En total 411 unidades del Aston Martin DB2 fueron producidas desde su presentación en 1950 hasta 1953.
En enero de 1951, un motor opcional con carburadores mayores, con una admisión del árbol de levas igual a la del exaustor (mayor duración) y pistones con una mayor relación de compresión (8.5:1) estaban disponibles con la actualización del Vantage. Esta era una actualización disponible únicamente con 125 CV (93 kW) de potencia. El nombre "Vantage" fue elegido tras hojear un tesauro en búsqueda de nombres adecuados para variantes de mayores prestaciones que la versión normal. En la misma tradición fueron usados los nombres Volante para los descapotables y Virage para un modelo creado en la década de 1990.

## Rendimiento
Un coupé que fue probado por la revista inglesa The Motor en 1950 alcanzó una velocidad máxima de 187,3 km/h, y podía acelerar de 0 a 97 km/h (60 mph) en 11,2 segundos. Fue registrado un consumo de combustible de 20 millas por galón imperial (14 l/100 km). El automóvil de prueba costaba 1.914 £ con impuestos incluidos. Otras fuentes indican que el DB2 coupé y descapotable alcanzan menos velocidad: un máximo de 177 km/h.

## Especificaciones
| Ficha técnica          | Aston Martin DB2                                                                                                  |
| Motor                  | 6 cilindros en línea DOHC, 2 válvulas por cilindro.                                                               |
| Cilindrada             | 2.580 centímetros cúbicos.                                                                                        |
| Diámetro y carrera     | 78 x 90 mm. |
| Alimentación           | 2 carburadores SU.                                                                                                |
| Relación de compresión | 6.5:1 (8.5:1 en el DB2 Vantage).                                                                                  |
| Potencia máxima        | DB2 cupé y descapotable: 105 CV a 5000 rpm. DB2 Vantage: 125 CV a 5000 rpm.                                       |
| Par máximo             | 169 Nm a 3100 rpm.                                                                                                |
| Transmisión            | Caja de cambios David Brown manual de 4 velocidades.                                                              |
| Ruedas                 | Delanteras: neumáticos 5.75 x 16. Traseras: neumáticos 6.00 x 16.                                                 |
| Frenos                 | Hidráulicos de tambor en todas las ruedas.                                                                        |
| Velocidad máxima       | DB2 cupé y descapotable: 177 km/h (110 mph). DB2 Vantage: 196,3 km/h (122 mph).                                   |
| Aceleración            | DB2 cupé y descapotable: 0 a 97 km/h (60 mph) en 11 segundos. DB2 Vantage: 0 a 97 km/h (60 mph) en 10,8 segundos. |